# Mesoclupea
Mesoclupea es un género extinto de peces del orden de los Ichthyodectiformes. Vivió durante la época del Cretáceo. Este género marino era de agua dulce.

## Especies
Clasificación del género Mesoclupea:
- † Mesoclupea
  - † Mesoclupea showchangensis (Ping y Yen 1933)